# Andriej Miroszniczenko
Andriej Giennadjewicz Miroszniczenko, ros. Андрей Геннадьевич Мирошниченко (ur. 21 grudnia 1968 w Krasnodarze, Rosyjska FSRR) – kazachski piłkarz pochodzenia rosyjskiego, grający na pozycji napastnika lub pomocnika.

## Kariera piłkarska

### Kariera klubowa
Wychowanek Szkoły Sportowej Kubań Krasnodar. W 1986 rozpoczął karierę piłkarską w drużynie Drużba Majkop. Potem został powołany do służby wojskowej. Po zwolnieniu z wojska został piłkarzem Salutu Biełgorod, skąd po pół roku przeniósł się do Aktiubińca Aktöbe. W 1991 przeszedł do Torpedo Armawir, ale na początku 1992 powrócił do Aktiubińca Aktöbe. Na początku 1993 próbował swoich sił w Rotorze Wołgograd, ale nie potrafił przebić się do podstawowego składu i po pół rok ponownie wrócił do Aktiubińca Aktöbe. Następnie występował w klubach Jelimaj Semipałatinsk, Łada Togliatti i Irtysz Pawłodar. W 2000 został zaproszony do Kajratu Ałmaty, ale po roku powrócił do Aktöbe, gdzie zakończył karierę piłkarza w Aktöbe-Lento Aktöbe.

### Kariera reprezentacyjna
W latach 1992–2000 bronił barw narodowej reprezentacji Kazachstanu.

## Kariera trenerska
Po zakończeniu kariery piłkarza rozpoczął pracę szkoleniowca. Najpierw w 2003 pomagał trenować Aktöbe-Lento Aktöbe, a od 23 czerwca do 21 lipca 2003 pełnił obowiązki głównego trenera klubu. Od 2006 do 2008 prowadził Spartak Semej. W 2009 do 19 kwietnia stał na czele Wostoku Öskemen. Od 2 czerwca do 10 lipca 2010 obejmował stanowisko głównego trenera klubu Gefest Karaganda, a potem do końca 2010 pomagał trenować Kajsar Kyzyłorda. W 2011 pracował jako starszy trener drugoligowego zespołu Tarłan Szymkent. W sierpniu 2011 powrócił do sztabu szkoleniowego klubu z Aktöbe, gdzie pracował na różnych stanowiskach.

## Sukcesy i odznaczenia

### Sukcesy piłkarskie
Aktiubiniec Aktöbe
- mistrz 8 strefy Wtoroj Niższej Ligi ZSRR: 1991
- finalista Pucharu Kazachstanu: 1995

Jelimaj Semipałatinsk
- mistrz Kazachstanu: 1995, 1998, 1999
- brązowy medalista Mistrzostw Kazachstanu: 1996
- zdobywca Pucharu Kazachstanu:: 1995
- zdobywca Superpucharu Kazachstanu: 1995

Kajrat Ałmaty
- zdobywca Pucharu Kazachstanu: 2000

### Sukcesy indywidualne
- król strzelców Mistrzostw Kazachstanu: 1993
- król strzelców Pucharu Kazachstanu: 1994, 1995
- Piłkarz roku w Kazachstanie: 1995